# Hobbs
Hobbs es una ciudad ubicada en el condado de Lea en el estado estadounidense de Nuevo México. En el Censo de 2010 tenía una población de 34122 habitantes y una densidad poblacional de 549,1 personas por km².

## Geografía
Hobbs se encuentra ubicada en las coordenadas 32°43′49″N 103°9′38″O / 32.73028, -103.16056. Según la Oficina del Censo de los Estados Unidos, Hobbs tiene una superficie total de 62,14 km², de la cual 62,04 km² corresponden a tierra firme y (0,16%) 0,1 km² es agua.

## Demografía
Según el censo de 2010, había 34122 personas residiendo en Hobbs. La densidad de población era de 549,1 hab./km². De los 34122 habitantes, Hobbs estaba compuesto por el 72,96% blancos, el 6,1% eran afroamericanos, el 1,3% eran amerindios, el 0,6% eran asiáticos, el 0,07% eran isleños del Pacífico, el 16,23% eran de otras razas y el 2,74% pertenecían a dos o más razas. Del total de la población el 53,68% eran hispanos o latinos de cualquier raza.